# Academia Federal de Estudios de Seguridad
La Academia Federal de Estudios de Seguridad (BAKS – Bundesakademie für Sicherheitspolitik) es una academia alemana de formación continuada en el campo de la política de seguridad bajo la coordinación del Ministerio Federal de Defensa. Su sede está en un conjunto de edificios pertenecientes al Palacio Schönhausen en Berlín-Niederschönhausen y construidos en los años cincuenta por el gobierno de Alemania oriental.

## Misión y objetivos
La Academia Federal de Estudios de Seguridad tiene como objetivo principal la formación holística e interdisciplinaria de líderes de hoy y mañana en el gobierno federal y de los estados, así como a quienes desde el sector privado trabajen en temas relevantes para la política de seguridad. La formación abarca todas las áreas de la política de seguridad, de la esfera estatal y de la acción particular. Más allá de este objetivo, la Academia Federal de Estudios de Seguridad busca generar un espacio de discusión sobre intereses relevantes a la política de seguridad y con ello informa y apoya el rol de Alemania en la comunidad internacional y en organizaciones internacionales de todo tipo con el objetivo de lograr un consenso en materia de política de seguridad.
El evento más importante de la Academia Federal de Estudios de Seguridad es un seminario anual de seis meses de duración, con aproximadamente treinta participantes de los ministerios federales y de los ministerios de los estados, representantes del sector privado y la comunidad científica. En algunas ocasiones también participan representantes de ministerios extranjeros y de organizaciones internacionales.

## Historia
Hacia mediados de los años ochenta, se planteó el debate sobre la creación de una institución educativa nacional para discutir y difundir información relacionada con temas de seguridad, similar a instituciones con la misma función como ya existían en otros países (e.g. National Defense University en los Estados Unidos, Institut des Hautes Études de Défense Nationale en Francia y Royal College of Defense Studies en el Reino Unido).

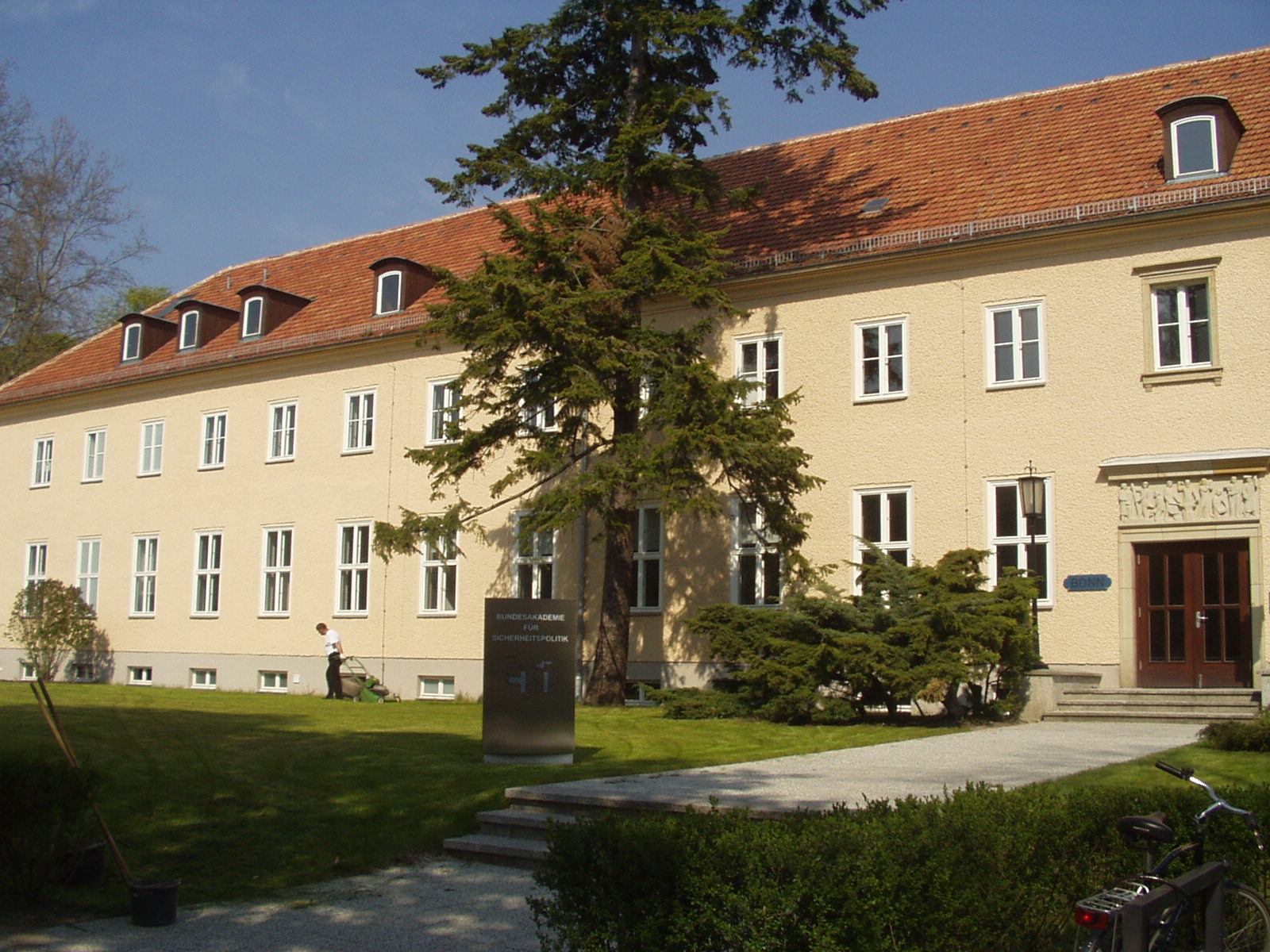
El edificio "Bonn" de la Academia Federal de Estudios de Seguridad en Berlín-Pankow.

Durante el verano de 1987 el Consejo Federal de Seguridad por primera vez discutió la creación de dicha institución y acordó que:
- Los diversos compromisos internacionales de la República Federal de Alemania exigen la formación de líderes capaces de representar eficazmente los intereses nacionales en la esfera internacional.
- Esto requiere que la política de seguridad y su la orientación de su estrategia no se limite a las funciones del Ministerio Federal de Defensa, sino que sea basada en una comprensión común de los intereses nacionales de Alemania.
- La aceptación de la política de seguridad por parte de la población es un elemento vital de la seguridad en sí mismo. La intensificación del debate sobre temas de seguridad en público, plantea un reto para el cual se requieren líderes competentes en el gobierno, el sector privado, la comunidad científica y en los medios de comunicación, necesarios para orientar la formación de opinión.
- El deseo de una mayor cooperación en asuntos de seguridad con nuestros aliados europeos, requiere que los funcionarios y oficiales nacionales tengan una formación que corresponda al estándar internacional.

Luego una comisión interministerial se ocupó del tema y recomendó la creación de una institución que lograra estos acuerdos básicos. En 1988 el Consejo federal de seguridad aprobó la recomendación y encargó a la comisión la redacción de currículo para la institución, que luego fue aprobado por la comisión en el verano de 1989.
En febrero de 1990 el Consejo federal de seguridad aprobó el currículo y decidió crear una institución bajo el tutelaje del Ministerio federal de defensa. En el verano del mismo año el gabinete federal acordó la creación de la Academia federal de estudios de seguridad y el Consejo federal de seguridad fue designado como junta directiva de la academia.
En 1992 la academia comenzó a funcionar bajo la dirección del presidente almirante retirado Dieter Wellershof en el palacio Rosenburg en Bonn. Al mismo tiempo se estableció un consejo asesor cuya tarea era formular recomendaciones con respecto al currículo.
En 2002 la junta directiva decidió el traslado definitivo de la Academia federal de estudios de seguridad a Berlín según la recomendación del consejo asesor y de la academia. Más tarde, en marzo de 2004, la academia se mudó a su nueva sede: un conjunto de edificios en el parque del palacio Schönhausen, luego de su remodelación. Allí se encuentran sus oficinas así como salas para presentaciones, seminarios y conferencias.

## Organización y personal
El presidente y vicepresidente de la academia son nombrados alternativamente por el Ministerio de asuntos exteriores y el Ministerio federal de defensa. La academia está compuesta por la presidencia, un departamento académico y un departamento de apoyo. El personal del departamento académico es nombrado por aquellos ministerios pertenecientes al Consejo federal de seguridad (Ministerio de asuntos exteriores, del interior, de justicia, de hacienda, de economía y tecnología, de defensa y de cooperación técnica y desarrollo). El personal del departamento de apoyo viene del Ministerio federal de defensa.
La junta directiva de la BAKS está compuesta por miembros del Consejo federal de seguridad y es presidida por el canciller federal, esta decide sobre cuestiones fundamentales con respeto a la docencia y a actividades propias de la academia. Un consejo asesor formula recomendaciones a la junta directiva en el área de contenido y forma de la docencia.
Los presidentes:
| N° | nombre              | inicio         | término        | título               |
| -- | ------------------- | -------------- | -------------- | -------------------- |
| 6  | Hans-Dieter Heumann | agosto de 2011 | --             | Embajador            |
| 5  | Kersten Lahl        | abril de 2008  | agosto de 2011 | Teniente General (R) |
| 4  | Dr. Rudolf Adam     | abril de 2004  | marzo de 2008  | --                   |
| 3  | Hans Frank          | 1999           | marzo de 2004  | Vicealmiral (R)      |
| 2  | Dr. Günter Joetze   | 1995           | 1999           | Embajador            |
| 1  | Dieter Wellershoff  | 1992           | 1995           | Almirante (R)        |

## Publicaciones
La BAKS realiza publicaciones sobre temas de política de seguridad y concede el Premio Karl Carstens cada dos años, llamado así en homenaje al expresidente federal Carstens. El premio es recibido por personas que han mostrado un compromiso particular en la promoción de asuntos relacionados con la política de seguridad en regiones de habla germana, y en su divulgación pública a nivel internacional. La entrega del premio se alterna con el discurso Manfred Wörner. Este discurso busca recordar la tradición de los discursos de homenaje y honrar al exministro federal de defensa y secretario general de la OTAN Manfred Wörner, así como promover el diálogo sobre política de seguridad. 
En junio de 2009 fue publicado un segundo suplemento al compendio “Nuevas dimensiones en política de seguridad” por la editorial Mittler. Adicionalmente, cada año se publica un trabajo sobre un tema particular acerca de la política de seguridad, comisionado por la Cancillería federal y elaborado por el seminario de política de seguridad. Aquel trabajo interdisciplinar en el 2011 llevó el título “Europa y el medio oriente. Sobre la importancia estratégica de Turquía desde la perspectiva alemana”.